# Alcholoa
Alcholoa es una localidad del estado mexicano de Guerrero. Es parte del municipio de Atoyac de Álvarez.

## Toponimia
El nombre «Alcholoa» proviene de los términos en náhuatl: atl, agua; choloac, salto. Su significado es «Salto del agua».

## Demografía
| Gráfica de evolución demográfica |
|                                  |

| Censo | Población |
| ----- | --------- |
| 1900  | 173       |
| 1910  | 194       |
| 1921  | 128       |
| 1930  | 136       |
| 1940  | 268       |
| 1950  | 470       |
| 1960  | 523       |
| 1970  | 917       |
| 1980  | 1 179     |
| 1990  | 1 282     |
| 2000  | 1 152     |
| 2010  | 1 081     |
| 2020  | 1 020     |